# Iury Castilho
Iury Lirio Freitas de Castilho, mais conhecido como Iury Castilho (Rio de Janeiro, 6 de setembro de 1995), é um futebolista brasileiro que atua como centroavante e ponta-esquerda. Atualmente joga pelo Coritiba.

## Carreira

### Antecedentes
Nascido na cidade do Rio de Janeiro, começou a atuar no futebol em um projeto social na cidade de Jacarepaguá. Depois ainda atuou nas categorias de base do Madureira e do Tigres do Brasil.

### Avaí
No ano de 2012, Iury Castilho integrou as categorias de base do Avaí. Após ser um dos destaques da base do clube de Florianópolis, chegando a ser campeão do Campeonato Catarinense de Futebol Júnior de 2014, o jogador foi promovido ao time principal. Fez sua estreia profissional no dia 12 de abril de 2014, entrando como substituto em uma derrota fora de casa por 4–1 para a Chapecoense, pelo Campeonato Catarinense. Seu primeiro gol profissional aconteceu no dia 19 de fevereiro de 2015, em uma derrota em casa para o Metropolitano por 2–1, pelo Campeonato Catarinense.

### Zorya Luhansk
No dia 20 de julho de 2017, Iury Castilho foi anunciado como jogador do clube ucraniano Zorya Luhansk. Fez sua estreia, já como titular, no empate por 1–1 fora de casa contra o Oleksandriya, no dia 30 de julho, em jogo válido pelo Campeonato Ucraniano. Fez seus primeiros gols no dia 27 de agosto, marcando dois gols na vitória em casa por 5–0 sobre o Chornomorets Odessa.

### Al-Nasr
Em 7 de junho de 2018, Iury Castilho foi anunciado pelo Al-Nasr, dos Emirados Árabes Unidos.

### Al-Fayha
Após a sua passagem rápida pelo Al-Nasr, ele foi emprestado ao clube saudita Al-Fayha no dia 18 de janeiro de 2019, por um contrato até o final da temporada.

### Portimonense
No dia 25 de junho de 2019, Iury Castilho foi anunciado pelo Portimonense, por um contrato de três anos.

### Renofa Yamaguchi
No dia 1 de janeiro de 2020, Iury Castilho foi anunciado pelo clube japonês Renofa Yamaguchi, por um contrato de empréstimo até o final da temporada.

### CSA
No mês de fevereiro de 2021, o CSA acertou a contratação de Iury Castilho, por um contrato de empréstimo até o fim do ano. Fez sua estreia no dia 7 de março, entrando como substituto de Dellatorre no empate fora de casa por 2–2 com o Confiança, pela Copa do Nordeste. Seu primeiro gol pelo clube aconteceu no dia 8 de maio, marcando o gol de empate em um empate fora de casa por 1–1 com o CSE, pelo Campeonato Alagoano.
Iury Castilho teve uma passagem de destaque pelo CSA em 2021. Disputou 45 jogos, marcou 11 gols e deu cinco assistências. Saiu da equipe alagoana em alta após uma Série B promissora do clube, que terminou o campeonato na quinta colocação, chegando a receber propostas do Brasil e do exterior.

### Ceará
No dia 30 de dezembro de 2021, o Ceará anunciou a contratação de Iury Castilho, por um contrato de empréstimo até o final do ano de 2022. Fez sua estreia 31 de janeiro de 2022, entrando como substituto de Cléber em uma vitória fora de casa por 1–0 sobre o Sergipe, pela Copa do Nordeste.
Iury Castilho teve uma passagem extremamente abaixo do esperado no Ceará, onde fez 29 jogos e marcou nenhum gol. No dia 6 de fevereiro de 2023, após seu contrato com o clube expirar, Iury Castilho acionou o Ceará na justiça pedindo 732 mil reais por salários atrasados.

### Cuiabá
No dia 6 de janeiro de 2023, após seu contrato com o Portimonense expirar, Iury Castilho foi anunciado pelo Cuiabá, com um contrato válido até dezembro com uma opção de renovação. Fez sua estreia no dia 21 de janeiro, entrando como substituto e marcando o quarto gol em uma vitória em casa por 4–1 sobre o Mixto, pelo Campeonato Mato-Grossense.
Iury Castilho deixou o Cuiabá com 24 jogos e quatro gols marcados, além da conquista do Campeonato Mato-Grossense, após acertar com o Vitória em julho de 2023.

### Vitória
No dia 26 de julho de 2023, o Vitória anunciou a contratação de Iury Castilho, por um contrato válido de dois anos. Sua estreia e seu primeiro gol pelo clube aconteceram no dia 30 de julho, entrando como substituto em um empate fora de casa por 2–2 com a Ponte Preta, onde marcou o gol de empate nos últimos minutos da partida, pela Série B do Campeonato Brasileiro.

### Mirassol
No dia 15 de agosto de 2024, o Mirassol anunciou a contratação do atacante Iury Castilho para a sequência da Série B.

### Coritiba
Em 1 de junho de 2025, o Coritiba anunciou a contratação do atacante Iury Castilho.

## Estilo de jogo
Iury Castilho é centroavante de origem, mas também pode atuar como ponta-esquerda. Por conta de sua altura, leva vantagem na marcação com o lateral e segurar a bola no corpo no ataque, podendo ser polivalente tanto como centroavante ou como ponta.

## Estatísticas
Atualizado até 31 de março de 2024.

### Clubes
| Equipe            | Temporada         | Campeonato nacional | Campeonato nacional | Campeonato nacional | Copa nacional[a] | Copa nacional[a] | Copa nacional[a] | Competições continentais[b] | Competições continentais[b] | Competições continentais[b] | Outros torneios[c] | Outros torneios[c] | Outros torneios[c] | Total | Total | Total   |
| Equipe            | Temporada         | Jogos               | Gols                | Assist.             | Jogos            | Gols             | Assist.          | Jogos                       | Gols                        | Assist.                     | Jogos              | Gols               | Assist.            | Jogos | Gols  | Assist. |
| ----------------- | ----------------- | ------------------- | ------------------- | ------------------- | ---------------- | ---------------- | ---------------- | --------------------------- | --------------------------- | --------------------------- | ------------------ | ------------------ | ------------------ | ----- | ----- | ------- |
| Avaí              | 2014              | —                   | —                   | —                   | —                | —                | —                | —                           | —                           | —                           | 1                  | 0                  | 0                  | 1     | 0     | 0       |
| Avaí              | 2015              | 1                   | 0                   | 0                   | 0                | 0                | 0                | —                           | —                           | —                           | 3                  | 1                  | 0                  | 4     | 1     | 0       |
| Avaí              | 2016              | 3                   | 0                   | 0                   | 3                | 0                | 0                | —                           | —                           | —                           | 16                 | 2                  | 0                  | 22    | 2     | 0       |
| Avaí              | 2017              | 1                   | 0                   | 0                   | —                | —                | —                | —                           | —                           | —                           | 4                  | 0                  | 0                  | 5     | 0     | 0       |
| Avaí              | Total             | 5                   | 0                   | 0                   | 3                | 0                | 0                | 0                           | 0                           | 0                           | 24                 | 3                  | 0                  | 32    | 3     | 0       |
| Zorya Luhansk     | 2017–18           | 25                  | 11                  | 0                   | —                | —                | —                | 5                           | 0                           | 0                           | —                  | —                  | —                  | 30    | 11    | 0       |
| Zorya Luhansk     | Total             | 25                  | 11                  | 0                   | 0                | 0                | 0                | 5                           | 0                           | 0                           | 0                  | 0                  | 0                  | 30    | 11    | 0       |
| Al-Nasr           | 2018–19           | 2                   | 1                   | 1                   | 2                | 1                | 1                | —                           | —                           | —                           | —                  | —                  | —                  | 4     | 2     | 2       |
| Al-Nasr           | Total             | 2                   | 1                   | 1                   | 2                | 1                | 1                | 0                           | 0                           | 0                           | 0                  | 0                  | 0                  | 4     | 2     | 2       |
| Al-Fayha          | 2018–19           | 4                   | 0                   | 0                   | 1                | 0                | 0                | —                           | —                           | —                           | —                  | —                  | —                  | 5     | 0     | 0       |
| Al-Fayha          | Total             | 4                   | 0                   | 0                   | 1                | 0                | 0                | 0                           | 0                           | 0                           | 0                  | 0                  | 0                  | 5     | 0     | 0       |
| Portimonense      | 2019–20           | 7                   | 1                   | 0                   | 5                | 0                | 0                | —                           | —                           | —                           | —                  | —                  | —                  | 12    | 1     | 0       |
| Portimonense      | Total             | 7                   | 1                   | 0                   | 5                | 0                | 0                | 0                           | 0                           | 0                           | 0                  | 0                  | 0                  | 12    | 1     | 0       |
| Renofa Yamaguchi  | 2020              | 31                  | 9                   | 3                   | —                | —                | —                | —                           | —                           | —                           | —                  | —                  | —                  | 31    | 9     | 3       |
| Renofa Yamaguchi  | Total             | 31                  | 9                   | 3                   | 0                | 0                | 0                | 0                           | 0                           | 0                           | 0                  | 0                  | 0                  | 31    | 9     | 3       |
| CSA               | 2021              | 28                  | 10                  | 4                   | 2                | 0                | 0                | —                           | —                           | —                           | 15                 | 1                  | 1                  | 45    | 11    | 5       |
| CSA               | Total             | 28                  | 10                  | 4                   | 2                | 0                | 0                | 0                           | 0                           | 0                           | 15                 | 1                  | 1                  | 45    | 11    | 5       |
| Ceará             | 2022              | 13                  | 0                   | 1                   | 3                | 0                | 1                | 7                           | 0                           | 1                           | 6                  | 0                  | 0                  | 29    | 0     | 3       |
| Ceará             | Total             | 13                  | 0                   | 1                   | 3                | 0                | 1                | 7                           | 0                           | 1                           | 6                  | 0                  | 0                  | 29    | 0     | 3       |
| Cuiabá            | 2023              | 10                  | 0                   | 0                   | 1                | 1                | 0                | —                           | —                           | —                           | 13                 | 3                  | 0                  | 24    | 4     | 0       |
| Cuiabá            | Total             | 10                  | 0                   | 0                   | 1                | 1                | 0                | 0                           | 0                           | 0                           | 13                 | 3                  | 0                  | 24    | 4     | 0       |
| Vitória           | 2023              | 15                  | 3                   | 0                   | —                | —                | —                | —                           | —                           | —                           | —                  | —                  | —                  | 15    | 3     | 0       |
| Vitória           | 2024              | 0                   | 0                   | 0                   | 0                | 0                | 0                | —                           | —                           | —                           | 12                 | 4                  | 0                  | 12    | 4     | 0       |
| Vitória           | Total             | 15                  | 3                   | 0                   | 0                | 0                | 0                | 0                           | 0                           | 0                           | 12                 | 4                  | 0                  | 27    | 7     | 0       |
| Total na carreira | Total na carreira | 140                 | 35                  | 9                   | 17               | 2                | 2                | 12                          | 0                           | 1                           | 70                 | 11                 | 3                  | 239   | 48    | 15      |

- a. ^ Jogos da Copa do Brasil, da Etisalat Emirates Cup, da Copa do Rei, da Taça de Portugal e da Taça da Liga
- b. ^ Jogos da Liga Europa da UEFA e da Copa Sul-Americana
- c. ^ Jogos do Campeonato Catarinense, da Copa do Nordeste, do Campeonato Alagoano, do Campeonato Cearense, do Campeonato Mato-Grossense, da Copa Verde e do Campeonato Baiano

## Títulos
CSA
- Campeonato Alagoano: 2021

Cuiabá
- Campeonato Mato-Grossense: 2023

Vitória
- Campeonato Brasileiro - Série B: 2023
- Campeonato Baiano: 2024